# NGC 5319
NGC 5319 (również PGC 84061) – galaktyka spiralna (S), znajdująca się w gwiazdozbiorze Psów Gończych. Odkrył ją 27 marca 1856 roku R. J. Mitchell – asystent Williama Parsonsa. W bazie SIMBAD jako NGC 5319 skatalogowano sąsiednią galaktykę PGC 49124.